# Pallacanestro Olimpia Milano 1969-1970
Questa voce raccoglie le informazioni riguardanti la Pallacanestro Olimpia Milano  nelle competizioni ufficiali della stagione 1969-1970.

## Stagione
L'Olimpia, sponsorizzata Simmenthal e guidata da Cesare Rubuni, termina seconda in Campionato dietro alla Ignis Varese.
In Coppa Italia arriva fino alla fase finale di Roma dove elimina in semifinale Napoli, detentrice del trofeo ma viene sconfitta in finale il 19 aprile 1970 da Varese.

## Roster
- Renzo Bariviera
- Giuseppe Brumatti
- Cenciarini
- Mauro Cerioni
- Giorgio Gaggiotti
- Giorgio Giomo
- Giulio Iellini
- Massimo Masini
- Giorgio Papetti
- Sandro Riminucci [2]
- Rossi
- Jim Tillman